# Par solitário

A amônia apresenta um par solitário de elétrons.

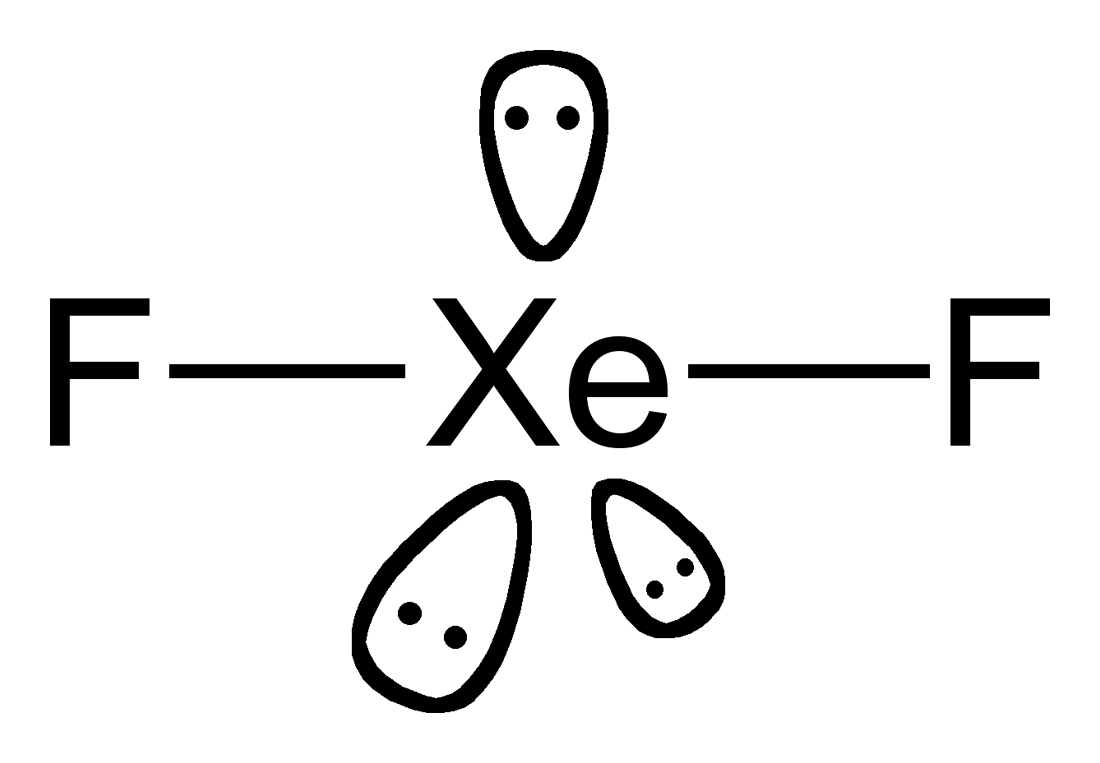
Difluoreto de xenônio apresenta três pares solitários.

Um par solitário é um par de elétrons de valência sem ligação ou compartilhamento com outros átomos. Eles são encontrados na mais externa camada de elétrons de um átomo, assim pares solitários são um subconjunto de elétrons de valência de uma molécula. Eles podem ser identificados por examinar o mais externo nível de energia de um átomo  — pares solitários de elétrons consistem de pares de elétrons como opostos a elétrons solitários, os quais podem aparecer se o orbital atômico não está preenchido. Pares de elétrons são consequentemente considerados pares solitários de dois elétrons são emparelhados mas não são usados em ligação. Então, o número de elétrons solitários mais o número de elétrons de ligação iguais a número total de elétrons de valência de um composto.
Um par solitário isolado pode ser encontrado com átomos do grupo do nitrogênio tal como o nitrogênio na amônia, dois pares solitários podem ser encontrados com átomos no grupo dos calcogênios tais como o oxigênio na água e os halogênios podem transportar três pares solitários tal como no ácido clorídrico.

## Mudança de ângulos
Os pares frequentemente exibem uma caráter polar negativo com suas altas densidades de carga e são localizados mais próximos ao núcleo atômico sobre a média comparada a pares de elétrons de ligações. A presença de um par solitário diminui o ângulo de ligação entre os pares de elétrons de ligação. Eles também são usados na formação de uma ligação dativa. Por exemplo, a criação do íon hidrônio (H3O+) ocorre quando ácidos são dissolvidos em água e é devido ao átomo de oxigênio doando um par solitário ao íon hidrogênio.
Isto pode ser visto mais claramente quando fixa-se em duas moléculas mais comuns. Por exemplo metano (CH4) tem um ângulo entre os hidrogênios de 109,5o, visto que na água (H2O) o ângulo entre os hidrogênios é só de 104,5 o. Como pode ser claramente visto, se pares solitários estão presentes (na água há dois) então os outros hidrogênios são empurrados além do ponto onde está repulsão do par solitário mas também dos outros elétrons. Isto ilustra a teoria VSEPR.